# Avtomatičeskie udovletvoriteli
Gli Avtomatičeskie udovletvoriteli (in russo Автоматические удовлетворители?) sono stati un gruppo sovietico di genere punk rock, generalmente paragonati ai Sex Pistols.

## Storia
La band venne fondata nell'estate del 1979 da Andrej Panov detto "Svin", il quale ne era sia cantante che musicista. Il primo concerto si tenne nell'estate del 1980 al Café Brig di San Pietroburgo e in seguito riscossero grande successo a Mosca, tuttavia godettero di poca popolarità nei paesi baltici. Dopo un periodo di inattività di circa tre anni, nel 1983 tennero un grande concerto a Ljubercy, nei pressi della capitale.
Per via del loro disprezzo per la disciplina in favore di una vita libera e senza stress, i membri della band cambiavano frequentemente: i membri più stabili furono Boris Vil'čik, Aleksej Rybin detto "Ryba" (ex Kino) e Dmitrij Šišljak (ex Narodnoe opolčenie).
Il gruppo si sciolse nuovamente alla vigilia di Capodanno del 1984 e riprese le sue attività nell'autunno del 1986, dopo essersi esibito al V Festival del Leningradskij rok-klub. La vita della band continuò a essere instabile tra frequenti interruzioni e riprese, sino al suo definitivo scioglimento. Nel 1995 venne registrato un album di 35 minuti molto potente e rabbioso presso uno studio di Vnukovo. Il gruppo non riuscì mai a dare un nome ufficiale a questo album ed è per questo motivo che tra il pubblico è noto come Vsë ravno ("sempre lo stesso").
Il gruppo si sciolse definitivamente con la morte di Andrej Panov avvenuta per infarto.

## Formazione

### Voce
- Andrej Panov "Svin" (1979-1998)
- Igor' Pokrovskij "Pinocet" (1981-1983)

### Chitarra
- Andrej Letjagin "Staršip" (1979)
- Sergej Pogorelov "Kuk" (1980-1981)
- Aleksej Rybin "Ryba" (1981, 1983)
- Sergej Letjagin "Seva" (1982, 1985)
- Dmitrij Parfenov "Oslik" (1982-1983, 1986-1990, 1992)
- Oleg Kotel'nikov (1984)
- Aleksandr Murav'ëv "Kon'jačnik (1985-1986)
- Igor' Sidorov "Kotik" (1988-1994)
- Boris Vil'čik "Skromnyj" (1991)
- Andrej Černov "Jurskij" (1992-1998)

### Basso
- Viktor Coj (1980-1981)
- Aleks Strogačev "Ogoltelyj" (1982)
- Michail Pil'nik (1982)
- Igor' Šëlk "Nechorošij" (1983)
- Evgenij Fedorov "Aja-jaj" (1984)
- Konstantin Glazunov "Podnatružennyj" (1984)
- Evgenij Titov "Titja" (1985-1988)
- Stanislav Tišakov (1987-1988)
- Irina Gokina "Mjava" (1989-1993)
- Michail Vinogradov "Dubov" (1988, 1992, 1994)
- Andrej Barčukov (1992-1993)
- Konstantin Gorlovoj (1995-1997)
- Michail Rasputin "Monja" (1997-1998)

### Batteria
- Igor' Gudkov "Panker/Monozub" (1979)
- Ėduard Gorochov "Poster" (1980-1981)
- Oleg Valinskij "Ostryj" (1981)
- Boris Vil'čik "Skromnyj" (1982)
- Dmitrij Rjapolov "Zverskij" (1982-1986)
- Georgij Gur'janov "Gustav" (1983)
- Valerij Morozov (1986-1988)
- Andrej Orlov "Dron" (1989-1991)
- Igor' Voronin "Vorona" (1989-1990)
- Elena Krivenko-Vil'čik (1990-1991)
- Michail Sul'in (1992-1993)
- Andrej Veprov (1993-1995, 1997)
- Maksim Perekrestnyj (1993)
- Lev Sobolev "Sajbl" (1994-1995)
- Aleksandr Troickij "Blekmor" (1995-1996)
- Vladimir Borisov "Čelovek-sova" (1996-1998)
- Igor' Čeridnik

## Discografia
- 1984 - Terri, Čerri, Svin
- 1988 - Avtomatičeskie udovletvoriteli
- 1995 - Vsë ravno
- 1996 - Pejte s nami